# Culicoides hanae
Culicoides hanae är en tvåvingeart som beskrevs av Braverman, Delecolle och Kremer 1983. Culicoides hanae ingår i släktet Culicoides och familjen svidknott.
Artens utbredningsområde är Egypten. Inga underarter finns listade i Catalogue of Life.